# 西市場

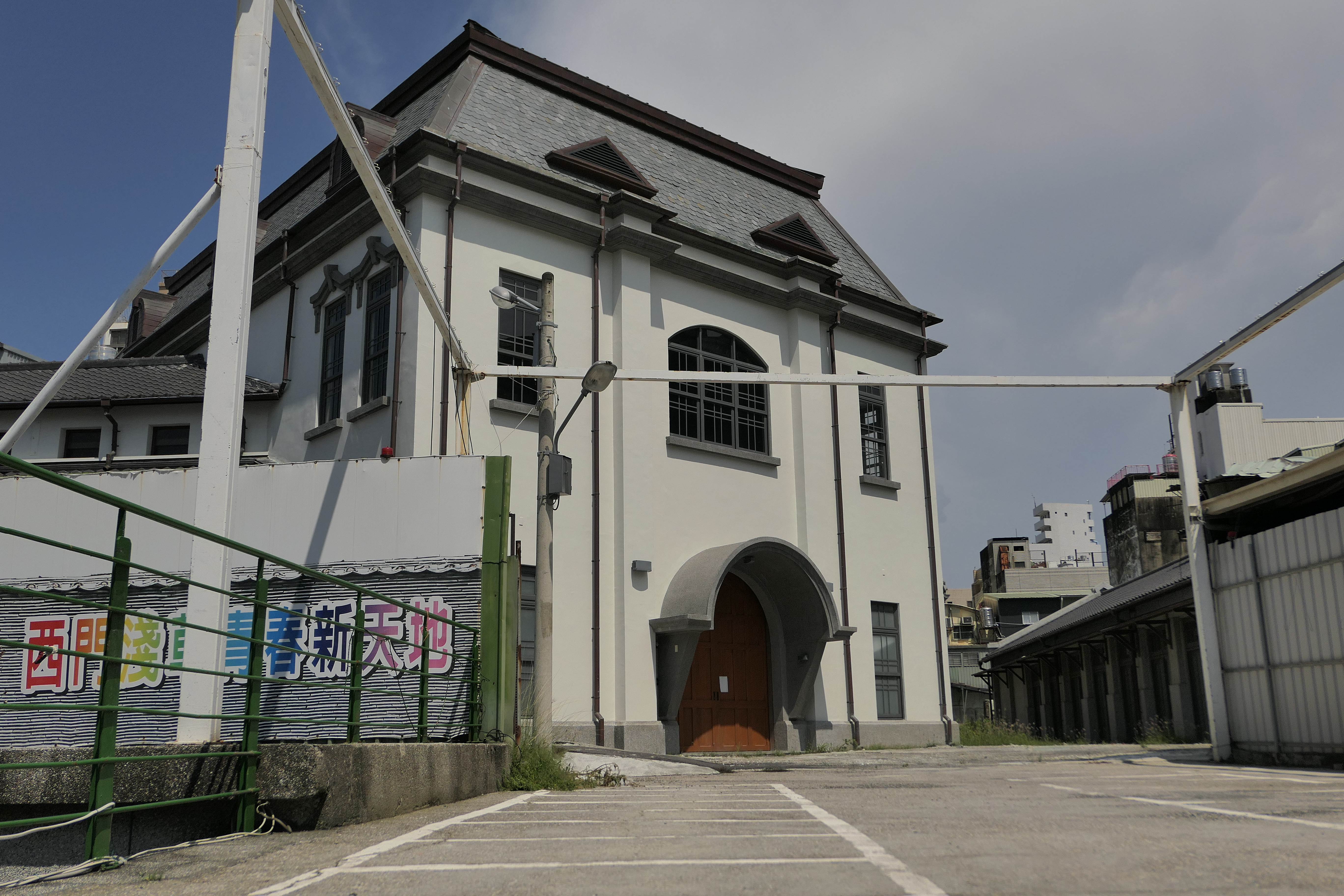
整修中的西市場本館主入口

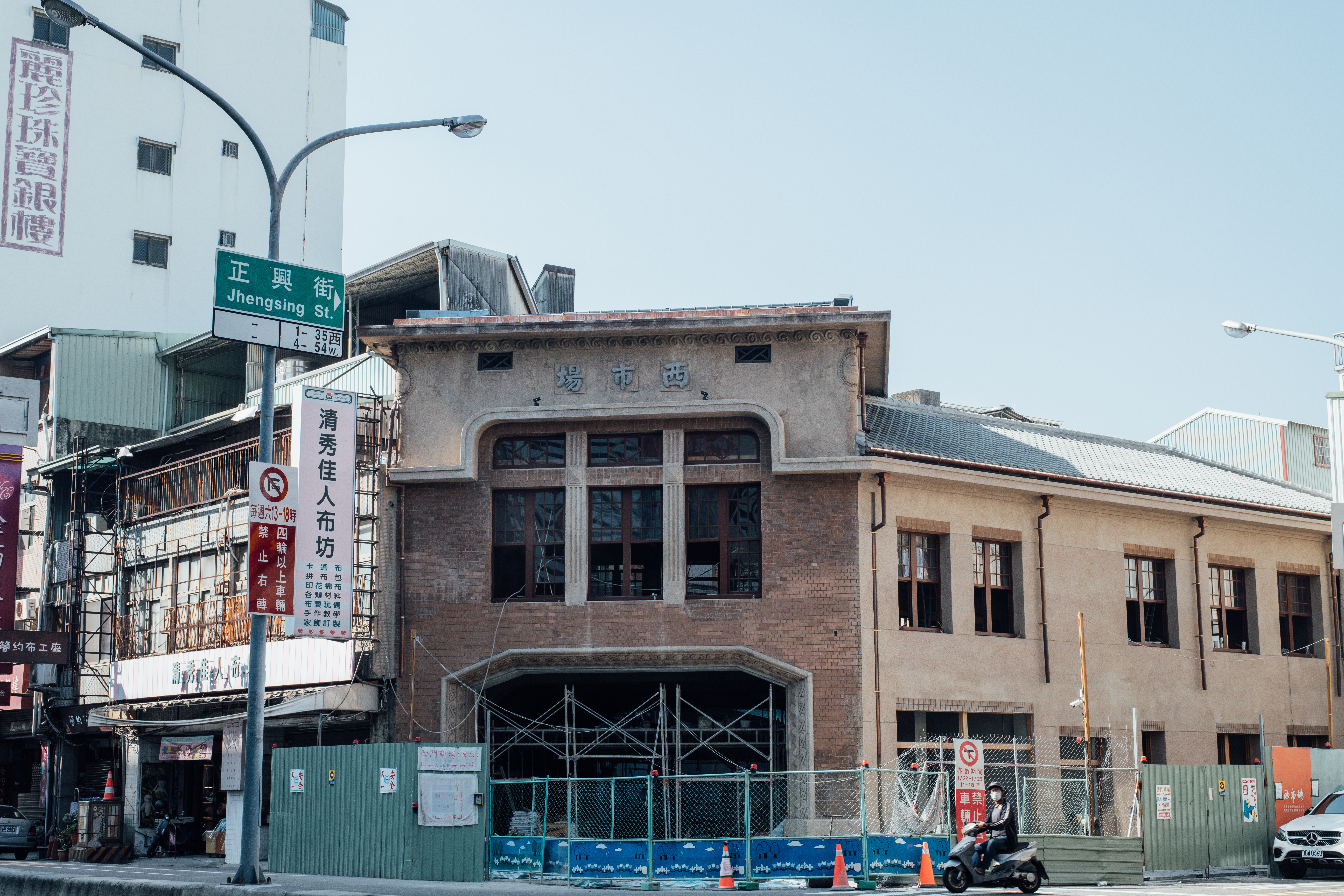
整修中的西市場外廓賣店暨西門商場主入口（西門路與正興街口）

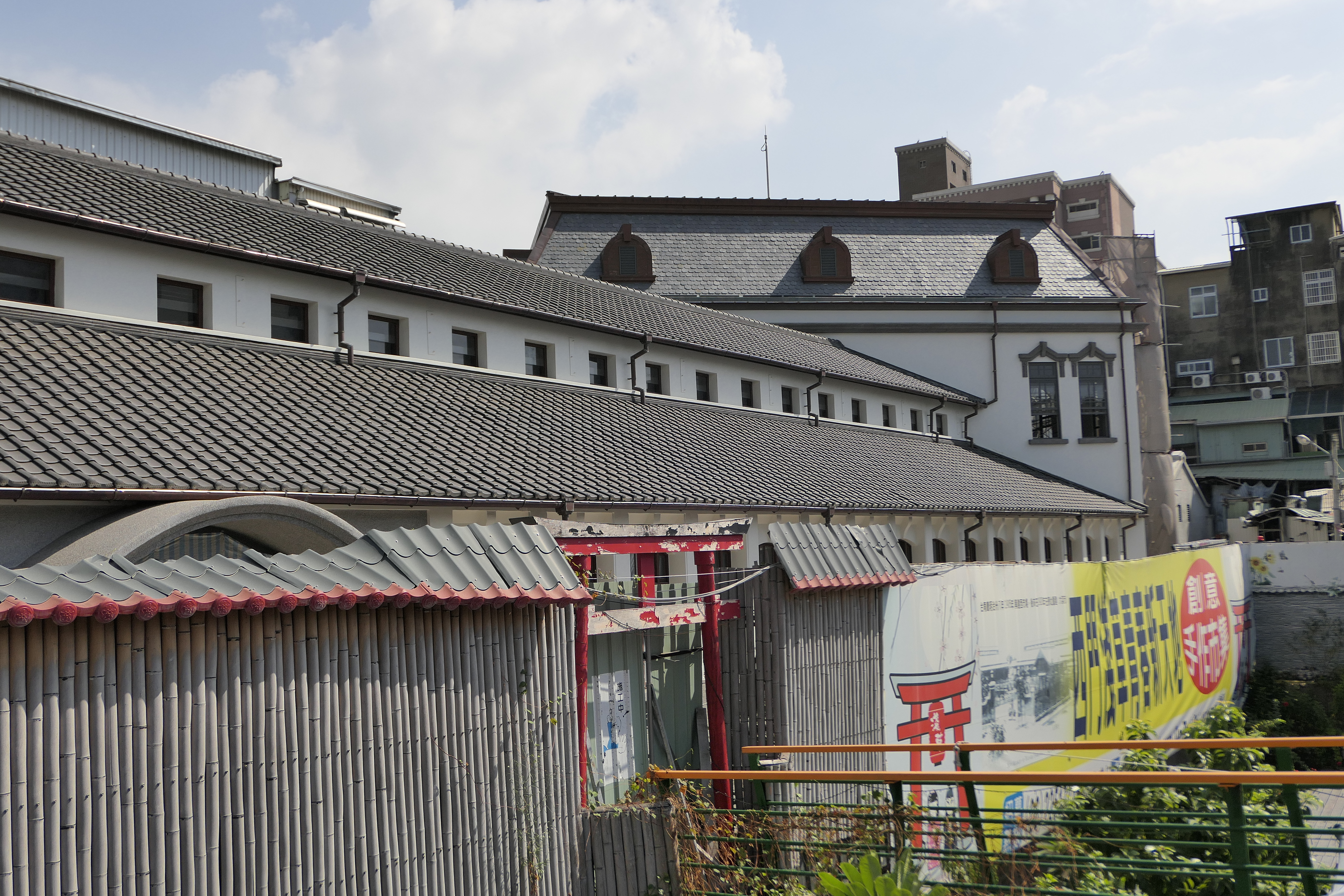
西市場本館

西市場，居民習稱大菜市。是位於臺灣台南市中西區的市場。該建築為臺灣日治時期臺南市最具規模，主要食材批發交易的商業建築設施之一，在臺南市的都市發展上具有歷史意義。
該市場最初建於明治38年（西元1905年），為木構造建築，因1911年臺灣南部颱風襲擊而倒塌。大正1年（西元1912年）重建為L字型鋼筋混泥土建物，為現今主體。該市場在戰後時期仍持續營運。後因1990年代之都市開發工程及海安路地下街工程導致商圈沒落、食材貿易量增加空間不足等因素，而遷出另覓他地為批發市場而逐漸沒落。
民國92年（2003年）5月12日，西市場列為臺南市市定古蹟，古蹟指定範圍包含西市場本館、西市場外廓賣店二期、西市場魚賣店、原新高製糖株式會社冷藏庫、原臺南州青果同業組合香蕉倉庫。建築部分由臺南市文資處負責管理，營運部分由臺南市市場處負責管理。

## 沿革

### 市場管理政策
日治時期初期，日本政府認為臺灣傳統市場衛生不佳，於是開始規劃建設新式市場。1896年後，日本政府針對既有民營市場，陸續提出規範來因應，如私人市場必須符合街路衛生取締辦法，又或者在1900年後同意民間組織設立管理但須報請地方主管核可等措施，此時新設置的市場以官辦民營方式辦理。到了1904年，依據臺灣總督府頒布的六十五號令，規定各地市場與屠畜場為公共建造物，且市場為公共事業，市場和屠畜場為公共設施，由地方政府為直屬管理單位。爾後更在1937年的《臺灣都市計畫令實施細則》，將市場視為都市計畫中的一環。:26
1900年臺灣總督府推動市場納入公家體系，此時期大部分屬於市場官辦民營，由政府為主管單位，負責場地、硬體設施；民間團體負責規劃、經營，從地點、營造到經營等必須提出相關管理辦法。:51直至1904年官方全面接管市場以前，臺南府城地區共設置九座市場，另有安平、學甲、關帝廟（關廟）、鹽水等地申請市場設置。:52
以1900年營業的開先宮市場為例，民間單位首先提出「市場設置願」，並針對營運管理設置「魚菜市場創立規約」條列共27條辦法，再經由臺南縣（當時地方行政機關）核可後才可營運。其中明訂市場管理人，以及規範市場應運目的、商品種類、資金、門票及清潔法等等。:52

### 始建
依據總督府六十五號令市場歸為公營事業，限定臺南市與街庄需各有一處公設市場。:55明治38年（1905年），政府擇地於台南市西門町四丁目，興建第一代西市場，其位置原為城牆西側的魚塭，西市場建起時仍有保留魚塭水景。市場於9月開業，佔地3870坪，除市場主建築外亦規劃戶外綠園供遊憩，是當時南臺灣最大、且同時也是臺南唯一公營的市場，稱之「臺南市場」、或「臺南大市場」:56-57。市場營業時間為早上七點至晚上六點。
市場本體建築佔地182坪，設置東、南兩棟建築，合計舖位96攤，並設置有冷藏庫，提供給商家委託冷藏保鮮食材之用。:52開業年底於建築西南角增設小吃飲食部一棟，1907年又於綠園中設置冰店，服務夏季傍晚來此散步納涼之民眾。1908年增設飲食店露店。隨著都市人口擴張，臺南又另設東市場、西市場的分市場，以分散人潮。:56-75
明治44年（1911年）8月南部颱風風災，市場木造建築於27日凌晨四時倒塌損毀:78，隔年予以重建。

### 第二代建築
第二代西市場於大正1年（1912年）12月完工，並設有通往灣裡的輕便鐵道，以運輸市郊蔬菜過來販售。
受到前年風災多數屋舍傾毀之故，第二代西市場建築採用鋼筋混泥作為主要結構，於原南、西兩處賣店位置進行重建，並由一兩層樓中央棟連結兩座賣店形成Ｌ形建築，在每個入口處正面裝飾有西洋風格的古典花草泥塑:82-84。東翼主要為魚、鳥、獸肉之賣店；北翼則為蔬果、雜物等賣店。原魚塭水景在1927年因都市計畫開闢田町道路而被填平。:87
西市場隨著時間與使用需求，陸續進行增建，包含於魚批發市場、青物市場（後又遷出遷出西市場另覓地點獨立）等區域。在1930年又進行本館整修以及外廓增建，1930與1932年分別完成新館（外賣店）第一期、第二期的興建工程，興建兩層樓磚造木構建物，販售雜貨、衣物、餐具，並有臺南著名的西洋料理「滋養軒」進駐在內:89-98。1933年，政府為了促進「臺南銀座」末廣町「銀座通」（今中正路）一帶的商業活動，便在西市場東側的中庭噴水池周圍，建造41間販售日常用品的店鋪，稱為「淺草商場」，與附近的商家、戲院形成熱鬧的商圈。

### 戰後發展
西市場的屋頂因二戰而部分損毀，之後在中央加蓋藍天舞廳，西市場也繼續風光一陣子，後來逐漸沒落，而淺草商場（今西門商場）則轉型為布料集散地迄今。民國55年（1966年）4月2日零時50分，西市場發生大火，時任臺南市警察局長李正漢到場親自指揮，但因水壓不足、風勢助長等因素，火勢仍蔓延擴大。最後乃向鄰近的消防隊請求支援，到了4時左右火勢才完全熄滅。這場火災造成西市場一帶18間房屋全燬，6間半燬，損失1058萬元，並有1人死亡。約在1970年代，原中央棟二樓拆除，時間未明，推測拆除原因為年久失修、嚴重漏水之故。:1811993年因海安路拓寬工程，西市場所在位置的中正商圈一帶，受到衝擊而逐漸沒落。

#### 修復工程
西市場的周圍在戰後有許多增建，現今進駐眾多布店的西門商場即是其中之一。由於市場年代已久，必須重新整修，修復工程原計畫拆除裡面的西門商場，不料店家反對陳情，並提出「支持西市場整修」、「反對拆除西門商場」等訴求，台南市政府文化局後來尊重民意，決議不拆遷，維持原本通道，並就近安置攤商。2017年5月開工，分為兩階段，第一階段為本館北翼棟與中央棟，第二階段為本館東翼棟、香蕉倉庫及外廓賣店（西門商場主要入口）。因有些結構風化龜裂嚴重，部分修復以拆除並重上板模的方式作業，2021年4月14日完工。
後續進行廣場街廓改建，2024年6月6日拆除香蕉倉庫西側、別名「國華三排」的露店，10月改建完畢，並配合「台灣設計展」暫時開放。落幕後隨即繼續進行周邊工程，將於2025年6月開放攤商進駐試營運，8月開幕。

## 建築設計
西市場在興建當時為全台灣最華麗的市場建築，設置了老虎窗的馬薩式屋頂、入口上有圓山牆。昭和年間所建之商場是以鋼筋混擬土為材料，柱梁外露，留存部分仍保留了一些昔日風采。
在過去，西市場一共有97個攤位，分別是6攤蔬菜、26攤魚肉、18攤鳥獸類、14攤雜貨、12攤飲食，另外還有其他類21攤，與土地面積相似卻只有27攤的東市場相比，可見當時商業活動的旺盛。
西市場本棟尚留有一些年代久遠的賣店物品陳列臺，早期所設置的臺子使用範圍較小不易使用，故現在市場內的店家皆保留原陳列臺的原貌，於上方再加上石造平臺，以符合現今之使用機能。

### 建築群

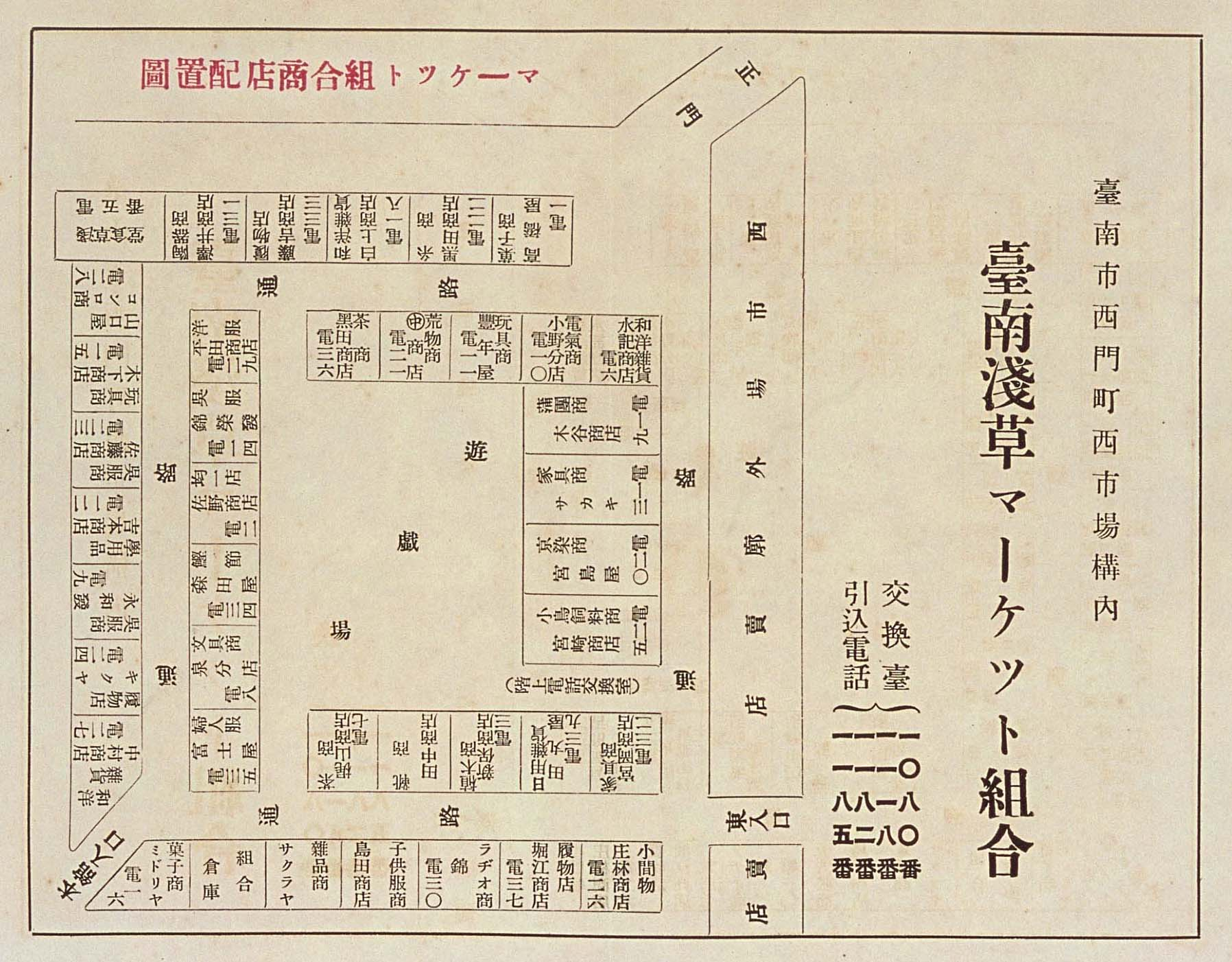
淺草商場商店配置圖

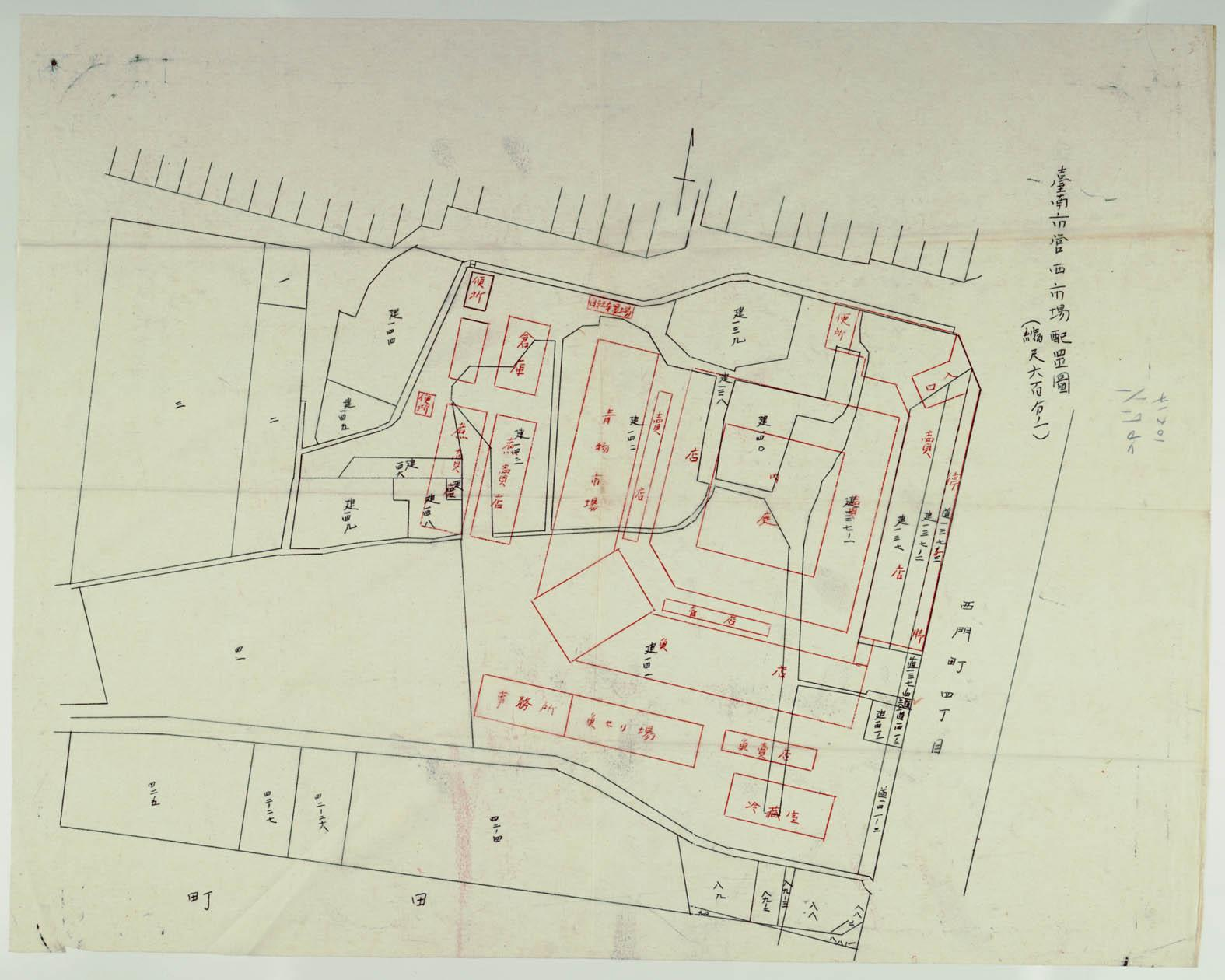
1930年西市場配置圖

台南西市場包含了不同時期興建的建築群，分別為（粗體字為尚存在者）：
- 1905～1908年間：第一代木造西市場、噴水池
- 1912年：第二代西市場、魚市場
- 1913年：新高製糖株式會社冷藏庫（西市場冷凍庫）
- 1912～年至1930年間：魚賣店、賣店、倉庫、及廁所
- 1930年：煮賣店、西市場外廓賣店第一期（今西門路側店面）
- 1931年：西市場外廓賣店第二期（今西門路及正興街交叉口，舊海岸西餐廳）
- 1933年：淺草商場、臺南州青果同業組合香蕉倉庫
- 2004年：拆除西市場西側的增建，另闢「西門淺草青春新天地」

- 台南西市場包含了不同時期興建的建築群，分別為（粗體字為尚存在者）：[6][2]
- 1905～1908年間：第一代木造西市場、噴水池
- 1912年：第二代西市場、魚市場
- 1913年：新高製糖株式會社冷藏庫（西市場冷凍庫）
- 1912～年至1930年間：魚賣店、賣店、倉庫、及廁所
- 1930年：煮賣店、西市場外廓賣店第一期（今西門路側店面）
- 1931年：西市場外廓賣店第二期（今西門路及正興街交叉口，舊海岸西餐廳）
- 1933年：淺草商場、臺南州青果同業組合香蕉倉庫
- 2004年：拆除西市場西側的增建，另闢「西門淺草青春新天地」

## 圖片

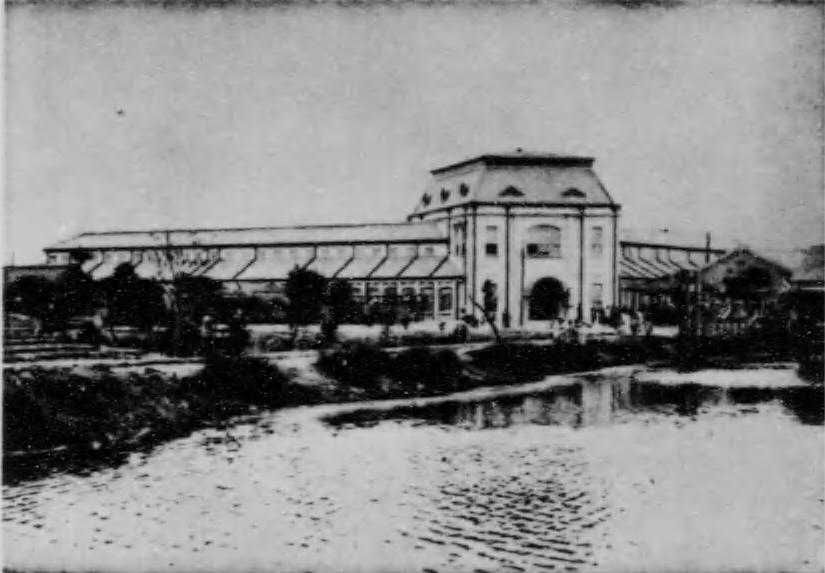
日治時期的西市場
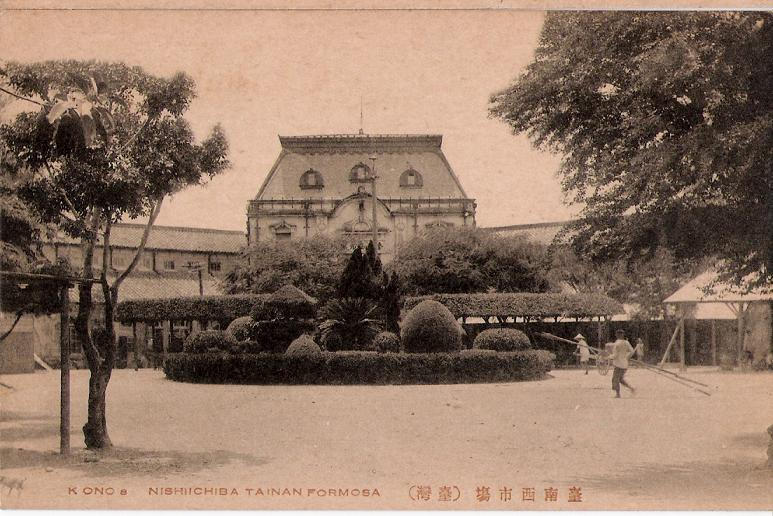
西市場面向西門路側景觀
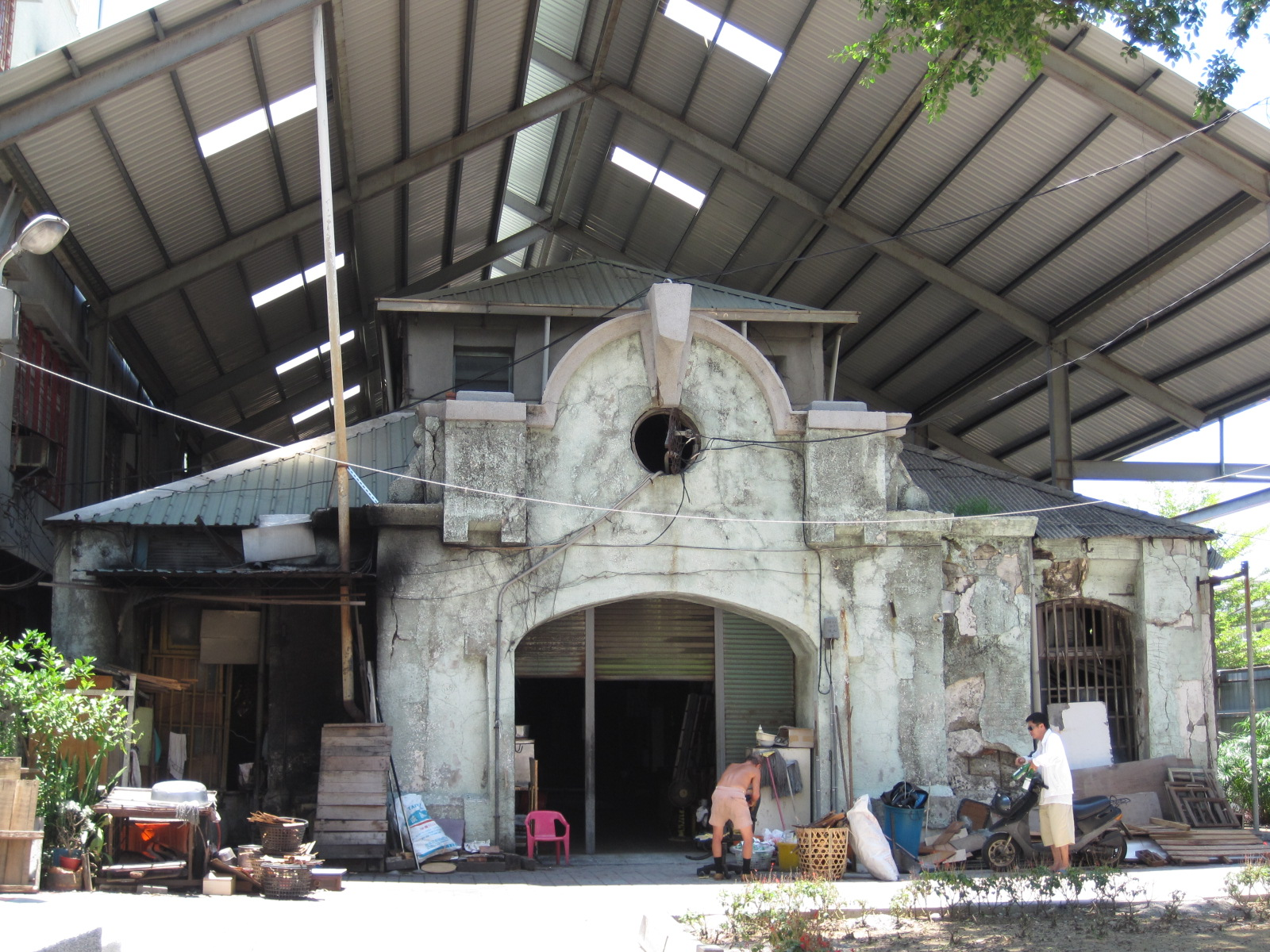
西市場本館北入口（2010年）
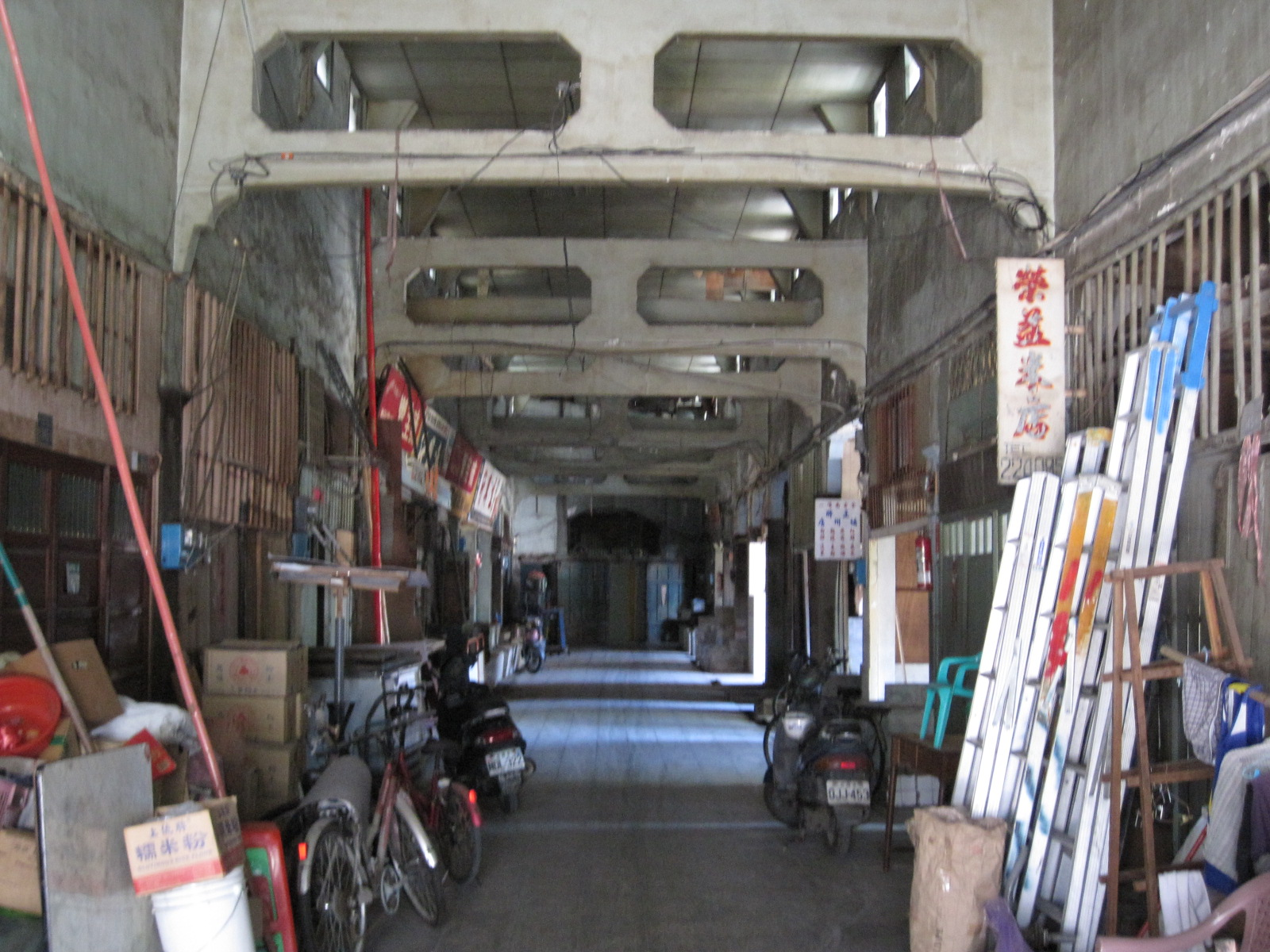
西市場本館北翼內部（2010年）
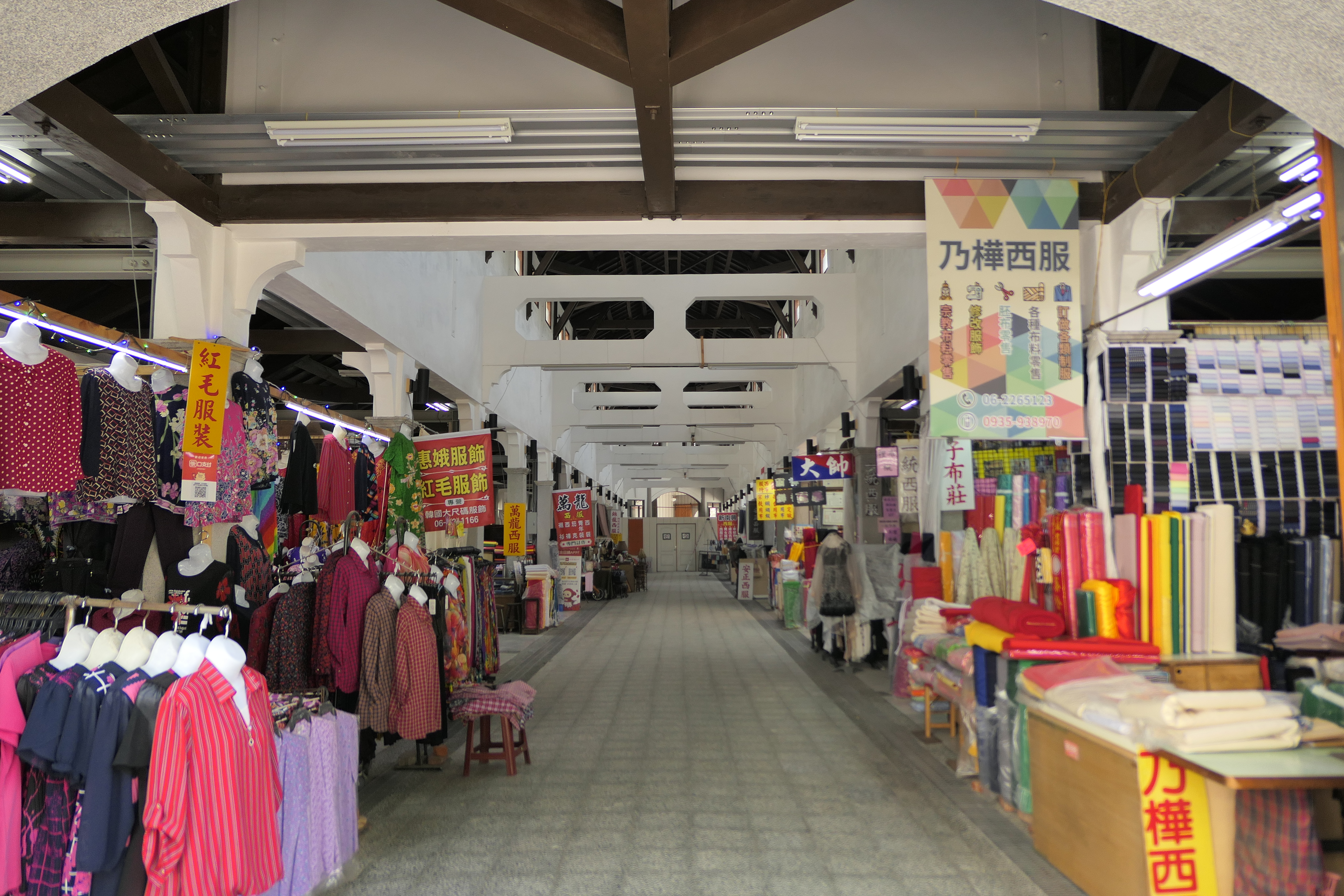
西市場本館北翼內部

## 外部連結
- 西市場在Flickr上的页面